# Brendan McFarlane
Brendan "Bik" McFarlane, född 1951 i Belfast, död 21 februari 2025 i Belfast, var en irländsk (nordirländsk) militant republikan. Han var aktiv i PIRA och senare medlem i bandet Tuan. Han växte upp i det starkt republikanska området Ardoyne i norra Belfast men flyttade när han var 16 till Wales. När han såg den terror som utspelade sig i Nordirland 1969 bestämde han sig för att flytta tillbaka dit. Han blev medlem i PIRA samma år.
McFarlane var "Commanding Officer" för den republikanska hungerstrejken bland hans medfångar i Mazefängelset. 
2008 friades McFarlane från en kidnappning han påståtts ha deltagit i på 80-talet i och med att rättegången bröt samman.